# Sergio Saavedra
Sergio Saavedra Viollier (Santiago, 13 de julio de 1927 - Santiago, 29 de noviembre de 2022) fue un ingeniero y político chileno. Fue intendente de Santiago entre 1964 y 1968 y diputado en 1973.

## Biografía
Nació en 1927, hijo de Abel Saavedra Varas y Rosa Viollier Waugh. Realizó sus estudios en el Instituto de Humanidades y en el Neumann College. Tras finalizar la etapa escolar, ingresó a la Universidad de Chile, donde se tituló de ingeniero civil en 1952.
Se casó con Victoria Eugenia Florez Florez, y tuvo siete hijos, entre ellos, la periodista Consuelo Saavedra.
Ejerció como ingeniero de Aguas Subterráneas de la Corfo y luego participó del Proyecto de Viviendas Prefabricadas "SEDESCO". Asimismo, fue subgerente técnico de esa empresa entre 1955 y 1957. También trabajó como ingeniero de construcción de la empresa constructora Desco y como jefe del Departamento de Construcción de la misma, durante 10 años.
Paralelamente se desempeñó como consejero del Consejo Nacional de Menores y, más adelante, en el Consejo de Defensa del Niño en representación del presidente de la República. También fue gerente de la Sociedad Urcorel Ltda. (Urbanización y Construcciones), presidente de la Empresa de Agua Potable, y director de la Casa del Estudiante Americano. Es miembro del Colegio de Ingenieros de Chile.

## Carrera política
Inició sus actividades políticas al ingresar al Partido Demócrata Cristiano (PDC), en el que fue presidente provincial en Santiago y consejero nacional. En 1964 asumió como intendente de la Provincia de Santiago, desde noviembre de dicho año hasta 1968, fecha en que renunció por motivos de salud, siendo reemplazado el 15 de noviembre del mismo año por Jorge Kinderman.
En 1973 fue elegido diputado por la Séptima Agrupación Departamental de Santiago, correspondiente al segundo distrito, Talagante, para el período 1973-1977. En su labor parlamentaria integró la Comisión Permanente de Economía, Fomento y Reconstrucción. Sin embargo, el golpe de Estado del 11 de septiembre de 1973 puso término anticipado al período y el Congreso fue disuelto. Fue uno de los trece militantes demócratacristianos que firmó un documento en rechazo al golpe de Estado, conocidos como el "Grupo de los Trece".
Durante sus últimos años vivió en Santiago, y estuvo dedicado y preocupado de sus negocios particulares.

## Historial electoral

### Elecciones parlamentarias de 1973
- Elecciones parlamentarias de 1973 para la 7ª Agrupación Departamental, Talagante.[5]